# On Your Knees Cave

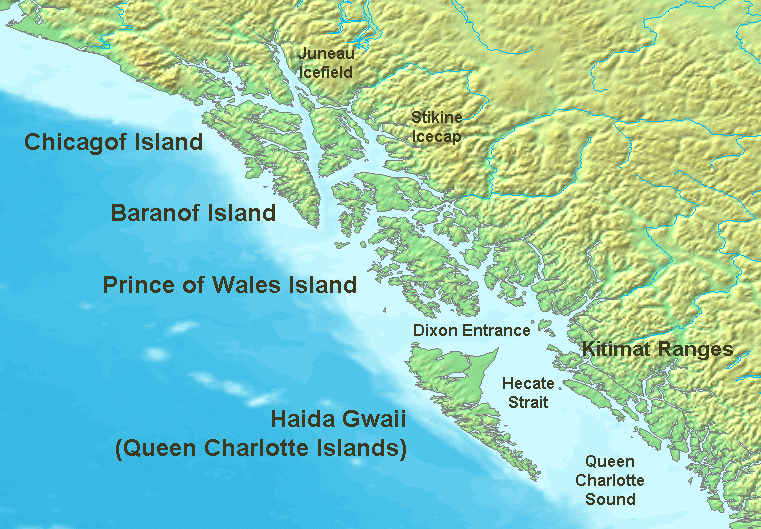
Prince-Wales-Insel

Die On Your Knees Cave (englisch für „Auf den Knien-Höhle“) gilt als der bedeutendste archäologische und paläontologische Fundplatz im gesamten Südosten Alaskas. Über 40.000 Jahre alte Bärenknochen und vor allem die ältesten menschlichen Überreste im nördlichen Nordamerika – sie sind rund 9800 Jahre alt – wurden im Laufe einer siebenjährigen Grabungskampagne zutage gefördert. Genetische Untersuchungen legen nahe, dass der Tote kein Vorfahr der heutigen Ureinwohner Alaskas war, sondern näher mit Gruppen verwandt ist, die heute zwischen Kalifornien und Feuerland leben.
Die Höhle befindet sich im Norden der Prince-of-Wales-Insel, nahe der Sumner Strait. Auf der anderen Seite dieser Wasserstraße liegt die Kupreanof-Insel. Die Höhle an einem Abhang oberhalb eines tiefen Tals liegt rund 125 m über dem Meeresspiegel und etwa einen Kilometer von der Küste entfernt.
Sie wurde 1993 im Zusammenhang mit Holzeinschlägen entdeckt. Sieben Jahre lang waren ständig zehn bis zwanzig Menschen tätig, vielfach waren es Studenten aus South Dakota und Colorado, Angehörige der lokalen Tlingit und Haida, dazu Mitarbeiter des Forest Service, Gastwissenschaftler und lokale Freiwillige aus Port Protection und Point Baker.

## Entdeckung und Deutung
Die Höhle hat heute einen Eingang von zwei Metern Durchmesser, der ursprünglich nur einen Meter breit war. Er war teilweise von herabgefallenen Felsen aus der oberhalb liegenden Wand blockiert. Die Höhle selbst besteht aus zwei je 30 m langen Kriechstrecken. Der linke Gang, die sogenannte Bear Passage, bestand aus zwei schmalen Räumen, die durch einen engen Durchgang verbunden waren. Im zweiten Raum entspringt eine Quelle, die durch den unteren Abschnitt der Bear Passage entwässert. Der rechte Gang, die Seal Passage, windet sich bis zu einem zweiten Eingang, der Ed's Dilemma genannt wird. Die Seal Passage war so eng, dass ein Umkehren auf der gesamten Strecke nicht möglich war. Dies war erst an ihrem Ende möglich und stellenweise konnte nicht einmal ein Helm getragen werden.
Timothy Heaton, Professor of Earth Science an der University of South Dakota, suchte die Höhle erstmals 1994 zusammen mit dem Höhlenforscher Kevin Allred auf. Sie fanden wenige und fragmentarische Knochen von Braunbären, Schwarzbären, aber auch Überreste von Ottern und Fischen. Der Oberschenkelknochen eines Braunbären konnte auf 35.365 Radiokarbonjahre datiert werden, das Schienbein eines Schwarzbären sogar auf 41.600 Jahre. Dies waren die bis dahin bei weitem ältesten Bärenknochen in den USA.
Im Jahre 1995 erfolgte eine zweite Untersuchung, 1996 erhielten Heaton und der Paläontologe Fred Grady materielle Unterstützung von der National Geographic Society für eine Ausgrabung. Der Forest Service flog die Archäologen zu einem Lager an der Sumner Strait, ein roher Pfad zur Höhle entstand. Ein Gittersystem wurde installiert, Sedimente herausgeholt und zum Lager geschleppt. Zahlreiche Knochen wurden entdeckt, dazu fand Grady im ersten Raum eine Projektilspitze, wohl die steinerne Spitze eines Speeres. Am letzten Grabungstag, dem 4. Juli 1996 fand Heaton im Zweiten Raum einen menschlichen Unterkiefer, einen Beckenknochen und ein Knochenwerkzeug.
Der Archäologe Terry Fifield suchte die lokalen Tlingit-Gruppen auf, und sie erlaubten die Untersuchung der sterblichen Überreste und die Fortsetzung der Ausgrabung auf ihrem traditionellen Gebiet für das nächste Jahr. Die menschlichen Überreste konnten auf 9730 und 9880 BP datiert werden. Damit waren sie die ältesten in Alaska und Kanada. Das Knochenwerkzeug ließ sich auf ein Alter von 10.300 Jahren datieren.
E. James Dixon, Fachmann für die frühe menschliche Geschichte im Südosten Alaskas und von 1994 bis 2001 Curator of Archeology am Denver Museum of Natural History in Denver, schloss sich dem Projekt als Principal Investigator of Archaeology an und erhielt Unterstützung von der National Science Foundation. Mit Unterstützung des Forest Service entstand eine Plattform für ein Zelt, Bäume wurden für einen Abwurfplatz, den die Hubschrauber brauchten, gefällt, der Pfad zum Strand ausgebaut. Ein Teil der Höhle wurde beleuchtet. Die Grabungskampagnen wurden von 1997 bis 2000 jährlich durchgeführt, nun auch von der Sealaska Corporation unterstützt, einem Gemeinschaftsunternehmen der indigenen Völker Alaskas.
An der Grenze zwischen anorganischen und organischen Schichten fanden sich von Feuer gesprengte Steine, eine Vielzahl von Steinwerkzeugen und Bruchstücken. Es zeigte sich, dass die Werkzeuge in der Höhle gefertigt worden waren. Dabei fand sich auch die fehlende Basis der zu Anfang der Grabung entdeckten Speerspitze. Die Höhle selbst war zur Zeit ihrer frühen Bewohner größer und von weit her sichtbar, da es noch keinen Wald gab. Sie wurde wohl regelmäßig zum Schutz, zur Jagd auf überwinternde Bären oder aus anderen Gründen aufgesucht.
Innen wurde die Höhle stellenweise erweitert, insbesondere die engen Durchgänge. Die organischen Ablagerungen waren weniger als zehn Zentimeter dick und die Schichten deutlich gestört. Darunter, in den anorganischen Sedimenten, fanden sich Knochen von Säugetieren, Vögeln und Fischen, die aus der Zeit des Vereisungsmaximums stammten, sowie aus dem davor liegenden Interglazial. Insgesamt wurden 5985 Sedimentsäcke ausgegraben, den Hang hinuntergetragen und gewaschen, mehr als 32.000 Fossilien wurden bisher identifiziert, darunter neben den genannten Bären Karibus, Seelöwen, Robben, Polarfüchse und Rotfüchse, eisgraue Murmeltiere, Lemminge der Art Lemmus sibiricus, Wühlmäuse, dazu Vögel wie Tauchenten, Alkenvögel und Papageitaucher. Die Säugetierknochen wurden vor allem von Füchsen eingetragen, die Vogel- und Fischüberreste eher von Ottern.
Bereits 1998 wurde das Lager von Kamerateams und Journalisten geradezu überschwemmt. Im März 1999 wurde ein Feature im NOVA-Programm Mystery of the First Americans ausgestrahlt, der National Geographic berichtete im Beitrag Hunt for the First Americans und dem Titel The Dawn of Humans. Who were the First Americans?. Diese Aufmerksamkeit in den Massenmedien hängt wohl damit zusammen, dass der Fund die These einer frühen Migration entlang der Küste unterstützte. Dies umso mehr, als genetische Untersuchungen Verwandtschaft mit Völkern in Ecuador (Chachi), Kalifornien (Chumash) und Illinois (Klunk Mound people), Mexiko (Tarahumara), Chile (Mapuche) und Feuerland (Yámana) nahelegen.